# 2004년 미국 상원의원 선거
2004년 미국 상원의원 선거는 2004년 11월 7일에 미국 상원의 클래스 3의 의원 34명을 선출하기 위해 실시된 선거이다. 